# Chorthippus parvulus
Chorthippus parvulus är en insektsart som först beskrevs av Henri Saussure 1899.  Chorthippus parvulus ingår i släktet Chorthippus och familjen gräshoppor. Inga underarter finns listade i Catalogue of Life.